# Шанхайский университет иностранных языков
Шанхайский университет иностранных языков (кит. трад. 上海外國語大學, упр. 上海外国语大学, пиньинь Shànghǎi Wàiguóyǔ Dàxué) — университет в Шанхае. Основная специализация - изучение иностранных языков и международное обучение. Основан в декабре 1949 года вскоре после образования Китайской Народной Республики. За прошедшие 60 лет вырос из Института русского языка в многопрофильный университет. Входит в проект 211. 
Вследствие своей исторической специализации Шанхайский университет иностранных языков имеет наибольший процент иностранных студентов среди учащихся, сравнительно с другими вузами Китая. В данном университете наибольшее число русскоязычных студентов: из России, Казахстана и других стран СНГ. 

## Структура университета
Шанхайский университет иностранных языков состоит из 20 факультетов, на которых организовано 39 специальностей бакалавриата и 46 магистерских программ. Научная работа в университете ведется в рамках 5 исследовательских институтов. 

### Список специальностей бакалавриата на китайском языке
1. Китайский язык (Китайско-английское направление)
2. Бухгалтерское дело
3. Рекламное дело
4. Арабский язык
5. Новости теле- и радиовещания
6. Деловое администрирование (китайский)
7. Управление коммерческими предприятиями
8. Китайский язык (Деловой)
9. Китайский язык  (Китайская культура)
10. Китайский язык (Перевод китайского и японского, китайского и корейского, китайского и английского языков)
11. Нидерландский язык
12. Технологии образования
13. Английский язык
14. Английский язык (Направление Педагогика)
15. Финансовое дело
16. Французский язык
17. Немецкий язык
18. Греческий язык
19. Иврит
20. Индонезийский язык
21. Информационный менеджмент и информационные системы

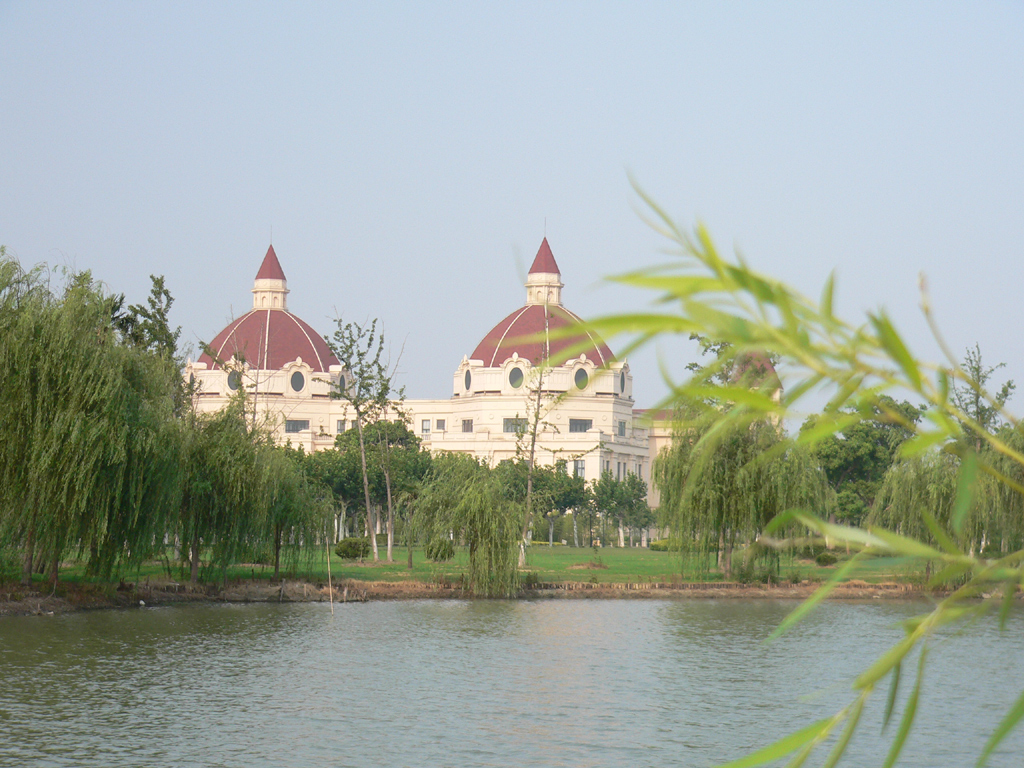
Кампус Сунцзян Шанхайского университета иностранных языков

22. Международный бизнес и торговля
23. Международная журналистика
24. Международная политика
25. Итальянский язык
26. Японский язык
27. Корейский язык
28. Юриспруденция
29. Фарси
30. Португальский язык
31. Связи с общественностью
32. Русский язык
33. Испанский язык
34. Шведский язык
35. Тайский язык
36. Перевод
37. Украинский язык и литература
38. Вьетнамский язык
39. Деловой английский язык

### Кампусы
Шанхайский университет иностранных языков имеет два университетских городка: один в районе Хункоу в центре Шанхая занимает 16,9 га и второй в районе Сунцзян на окраине Шанхая площадью 53,3 га.

## Известные выпускники
- Ян Цзечи — 10-й Министр иностранных дел КНР
- Джоан Чун Чэнь — американская актриса[2]
- Ван Епин — жена 5-го Председателя КНР Цзян Цзэминь[3]
- Чжан Ханьхуэй — посол КНР в РФ с 2019 года, заместитель Министра иностранных дел КНР (2019)